# 나는 북

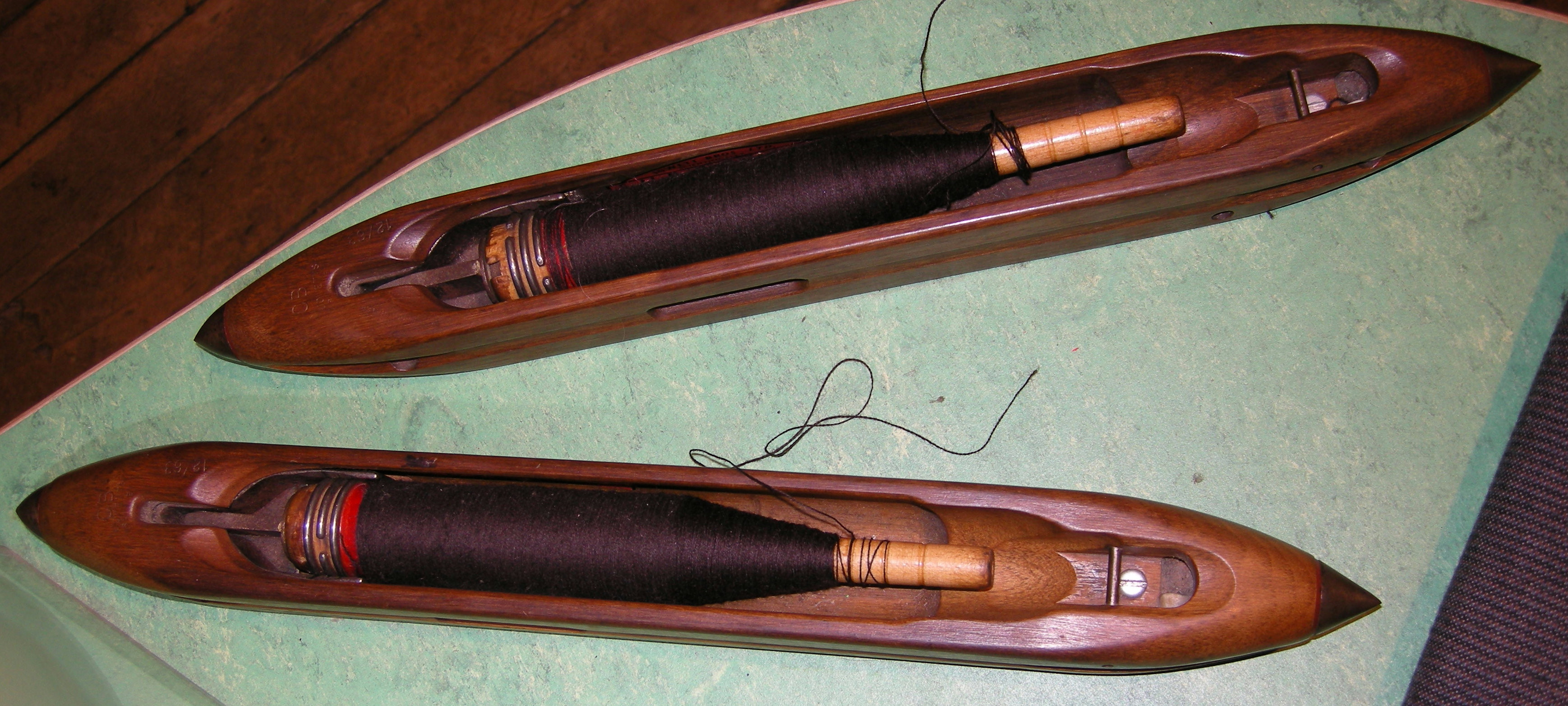

나는 북(영어: flying shuttle 플라잉 셔틀[*])은 1733년 영국의 존 케이가 처음 발명한 기계적인 위입장치로, 종래의 수직기의 능률을 크게 향상시켰다. 한 손으로 끈을 잡아당겼다 놓기만 하면 북이 좌우로 총알처럼 비주(飛走)하는 반자동식의 위입장치이다. 다른 한 손으로는 바디질, 그리고 한 발로 개구동작을 하게 되고, 특히 광폭수직기에서는 종래보다 4배나 능률이 빨라졌다. 이로써 혼자서 폭이 넓은 천도 짤 수 있게 되어, 직조작업이 도구(道具)에서 기계로 이행해 가는 결정적인 계기가 되었다. 이것이 사회산업적인 문제로 비화되어 자동방적기를 발명한 동기가 되었으며, 드디어 산업혁명의 제일보를 내딛게 되었다.